# Kagano (vattendrag i Burundi, lat -3,19, long 30,32)
Kagano är ett vattendrag i Burundi. Det ligger i den centrala delen av landet, 110 kilometer öster om huvudstaden Bujumbura.
I omgivningarna runt Kagano växer huvudsakligen savannskog. Runt Kagano är det ganska tätbefolkat, med 111 invånare per kvadratkilometer.